# Мерсія
Ме́рсія (англ. Mercia або давн-англ. Mierce) — одне з англосаксонських королівств, з VI до X століття належали до так званої Гептархії.
Розташовувалося в долині річки Трент на заході центральної Англії (відповідає нинішнім центральним графствам Великої Британії (регіони Вест-Мідлендс та Іст-Мідлендс). Мерсія межувала з Нортумбрією, Гвінеддом, Повісом, Гвентом, Вессексом, Сассексом, Ессексом та Східною Англією. У X столітті Мерсія була підпорядкована Вессексу.

## Походження назви
Ця назва походить від слова March, тобто Марка, прикордонна земля, оскільки Мерсія була найзахіднішим англосаксонським королівством, що межувало з кельтськими землями.
Назва Мерсія збереглася у назві Західномерсійської поліції і Мерсійського піхотного полку.
У Мерсії прославився св. Діума, єпископ Мерсійський.

## Історія
На початку VI ст. чергова група англів перетнула Північне море і перебралася з континентальної Європи до Британії. Вони не стали селитися на узбережжі, а проникли вглиб острова, в Східний Мідленд. Їх стали називати іклінгами за іменем ватажка Ікела.
З часом іклінги змішалися з іншими англами і саксами, що перебралися на ці землі. Вони стали розширювати територію проживання, захоплюючи сусідні області. До кінця VI ст. на заселеній ними території утворилося королівство Мерсія.

Мерсія

Вперше Мерсія згадується в хроніках від 584 року, і ця дата вважається роком заснування королівства. Ймовірно, першою столицею Мерсії був Лічфілд, а потім — Рептон, в соборі якого поховано кілька королів.
Протягом VII століття — VIII ст. могутність Мерсії зростала. Мерсійці підкорили довколишні кельтські королівства і намагалися нав'язати свою владу сусіднім англосаксонським державам.
В 716 році Етельбальд, нащадок брата старого короля Пенди, став королем Мерсії і відразу ж спробував поширити свій вплив на навколишні землі. Біда повідомляє, що в часи написання церковної історії (731 році) Етельбальд прибрав до рук усі області на південь від Нортумбрії. Можливо, ввів в оману той факт, що Етельбальд в своїх листах хвалькувато називав себе «королем Британії», але це було перебільшення. Мерсія до того часу стала християнською, як і решта Англії, і Етельбальд був християнином, хоча це не означало, що він був дуже вже святий.
Етельбальд не дуже прагнув розпочинати війну зі занепадаючою Нортумбрією, почасти тому, що на півдні було не дуже спокійно. Він пред'явив претензії на панування над Вессексом. Однак Вессекс з цим не погодився і у 752 році між двома королівствами розгорілася війна і Вессекс здобув перемогу.
Існує легенда, що у війні з Вессексом Етельбальд проявив боягузтво і відмовився від поєдинку, запропонованого Вессекським королем Кутредом. Можливо, цю історію вигадали в своє виправдання мерсійські змовники, які вирішили вбити короля і домоглися свого в 757 році.

### ПравлінняОффи

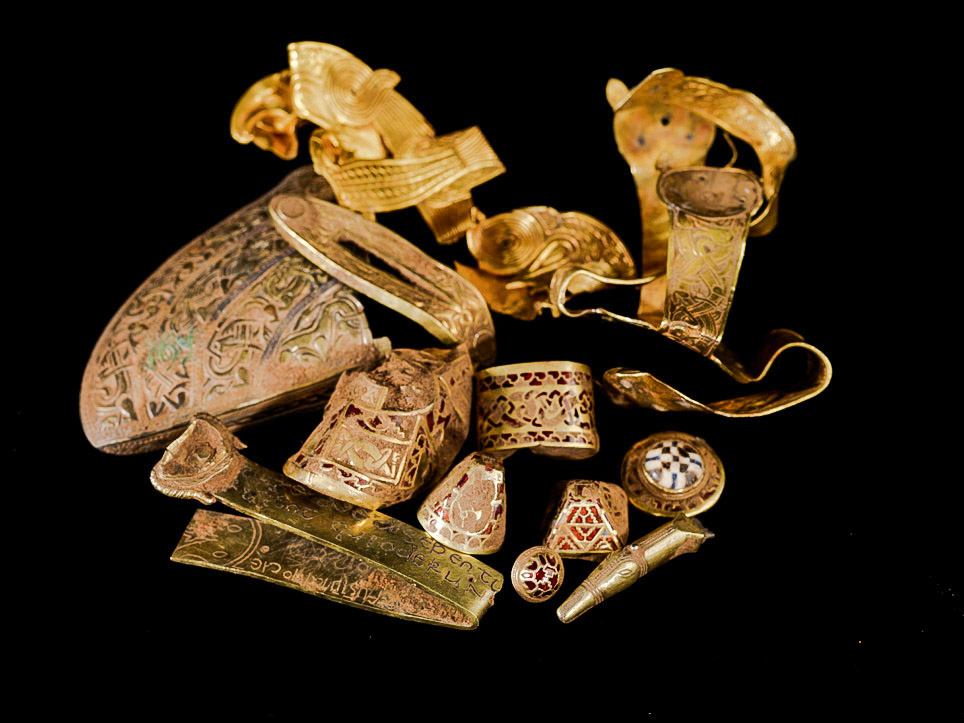
Стаффордширський скарб, знайдений на полі поблизу Лічфілді в 2009 році, — мабуть, найбільший скарб англосаксонських артефактів Англії періоду королівства Мерсії

Після декількох місяців смути, знатні люди Мерсії погодилися визнати Оффу, далекого родича Етельбальда, як нового короля. Оффа став найвідомішим королем Мерсії, що правив наприкінці VIII ст. Він підкорив собі весь південь Британії і в 774 році проголосив себе королем Англії.
У 777 році Оффа розбив вессексців на Темзі і змусив їх визнати його верхову владу. Він використовував не тільки силу — в 789 році він віддав одну зі своїх дочок в дружини королю Вессекса, таким чином уклавши політичний союз. Інша його дочка пізніше вийшла заміж за короля Нортумбрії, так що вплив Оффи поширювалося на все королівство гептархії.
Оффа спорудив земляний вал на західних кордонах Мерсії, відокремивши її від Уельсу, і побудував нову столицю — Темворт. Оффа був першим англійським королем, чиє ім'я стало відомо за межами острова. За часів його правління на трон Франкського королівства вступив Карл Великий. З усіх середньовічних монархів Карл був наймогутнішим, він керував найбільшою державою, однак Оффа, уклавши з ним торговельні угоди, спілкувався з прославленим володарем на рівних.

### Втрата незалежності
Смерть Оффи в 796 році на деякий час кинула Мерсію в хаос. Спадкоємці Оффи спочатку ще намагалися утримати в своїх руках владу над сусідніми землями, але в 825 році Егберт Вессекський розбив Беорнвульфа при Елландоні і підпорядкував собі його королівство. Представники мерсійської династії намагалися боротися. В 830 році Віглаф навіть зумів повернути собі трон. Однак над Британією вже нависла тінь данської загрози. В 874 році вікінги захопили Мерсію, посадивши там королем Кеолвульфа II. Під його владою залишився лише південь і захід Мерсії. Схоже, що Кеолвульф зберігав союзницькі відносини з Вессексом. Після смерті (вигнання) Кеолвульфа трон посів Етельред II . Після розділу Англії за угодою між Альфредом Великим і Гутрумом I Мерсія увійшла в сферу впливу Вессекса. Етельред визнав себе васалом тестя, Альфреда Великого, і надалі правив як граф.
Мерсійці ще деякий час чинили опір інтеграції з Вессексом. Ельфледа, вдова Етельреда, і їх дочка Ельфвін були відомі як Леді мерсійців і намагалися зберегти залишки суверенітету. В 919 році Едвард Старший повалив Ельфвін і заповідав землі Мерсії своєму синові Етельстану. Однак той захопив ще й Вессекський трон, тим самим остаточно поклавши край мерсійській незалежності.